# Скала-Подольская поселковая община
Скала-Подольская поселковая община (укр. Скала-Подільська селищна громада) — территориальная община в Чортковском районе Тернопольской области Украины.
Административный центр — посёлок Скала-Подольская.
Население составляет 10323 человек. Площадь — 183,8 км².
В соответствии с распоряжением Кабинета Министров Украины от 12 июня 2020 года, в состав общины вошла территория Скала-Подольского поселкового совета, а также Бурдяковского, Гуштынского, Иванковского, Лосячского, Ниврянского и Турильченского сельских советов упразднённого Борщёвского района.

## Населённые пункты
В состав общины входят 1 посёлок и 14 сёл:
- Посёлок Скала-Подольская
- Бурдяковский старостинский округ:
  - Бурдяковцы
  - Дубовка
  - Збриж
- Иванковский старостинский округ:
  - Бережанка
  - Гуштинка
  - Иванков
  - Троица
- Лосячский старостинский округ:
  - Гуштын
  - Лосяч
- Ниврянский старостинский округ:
  - Залучье
  - Нивра
- Турильченский старостинский округ:
  - Вербовка
  - Подпилипье
  - Турильче